# Cratomelus armatus
Cratomelus armatus is een rechtvleugelig insect uit de familie Anostostomatidae. De wetenschappelijke naam van deze soort is voor het eerst geldig gepubliceerd in 1851 door Blanchard.